# Mason (Texas)
Mason é uma cidade localizada no estado norte-americano do Texas, no Condado de Mason.

## Demografia
Segundo o censo norte-americano de 2000, a sua população era de 2134 habitantes.
Em 2006, foi estimada uma população de 2228, um aumento de 94 (4.4%).

## Geografia
De acordo com o United States Census Bureau tem uma área de
9,5 km², dos quais 9,5 km² cobertos por terra e 0,0 km² cobertos por água. Mason localiza-se a aproximadamente 469 m acima do nível do mar.

## Localidades na vizinhança
O diagrama seguinte representa as localidades num raio de 56 km ao redor de Mason.